# Thomas Einwaller
Thomas Einwaller (Scheffau am Wilden Kaiser, 25 aprile 1977) è un ex arbitro di calcio austriaco.

## Carriera

### Esordio nazionale ed internazionale
Dopo aver debuttato nella Bundesliga nel 2001, all'età di appena 24 anni, viene nominato internazionale dal 2005, esordendo in campo internazionale il 1º marzo 2006 nell'amichevole tra Lussemburgo-Belgio 0-2.
Nel 2008 viene convocato per dirigere alle Olimpiadi 2008 di Pechino, dove arbitra Italia-Corea del Sud e la finale per la medaglia di bronzo tra Brasile e Belgio.
Nel settembre dello stesso anno arriva anche il debutto nella fase a gironi di Champions League, in occasione della partita Fenerbahçe-Dynamo Kiev.
Nel settembre 2009 viene convocato per i Mondiali Under-20 in programma in Egitto.
Era l'unico arbitro austriaco inserito nella lista dei 38 preselezionati rimasti in corsa per i Mondiali 2010 in Sudafrica, ma è stato scartato nel taglio finale perché non in possesso dei requisiti necessari.

### Il ritiro
Nel novembre 2011 decide di rinunciare ai gradi da internazionale, per scelta personale.
Arbitra la sua ultima partita in occasione della finale di ÖFB-Cup 2011-2012 tra Salisburgo e Ried.